# I. Lajos magyar király nápolyi hadjáratai
Nagy Lajos nápolyi hadjárata, más néven nápolyi kaland a Nagy Lajos vezette Magyar Királyság és a Nápolyi Királyság közötti háború volt, melyet 1347-től 1352-ig vívták.

## Előzmények
1343-ban meghalt I. Bölcs Róbert, Nápoly királya. Egyetlen fia, Calabriai Károly 1328-ban halt meg. Egyik lánya Johanna volt, aki Andrásnak, Károly Róbert király fiának volt a hitvese. Nápolyban töltött ideje alatt András kifinomultabb felesége heves ellenségeskedést váltott ki vele szemben. Apja halála után VI. Kelemen pápától megkapta hivatalos hozzájárulását. András, aki szintén törekedett a koronára, csak Calabria hercege címet kapott.
1345. június 14-én Kelemen 44 000 márka kifizetése után beleegyezett, hogy átadja Andrásnak a királyi címet, de csak Joan halála esetén, mint örököse. Johanna, akit azzal gyanúsítottak, hogy viszonyt folytatott Tarantói Lajossal, akkoriban utóbbi édesanyja, Valois Katalin erős befolyása alatt állt. Szeptember 19-én Andrást, egy nappal a királlyá való beiktatása előtt meggyilkolták.
1346 májusában András bátyja, I. Lajos magyar király követeket küldött Kelemenhez, hogy kérje a tanúvallomását. Mivel nem volt megelégedve a pápa válaszával, sereget gyűjtött össze, és azt tervezte, hogy csapataival Zárába hajózik. Azonban abban az időben a tengeri város fellázadt a velenceiek ellen, akiknek hajói blokád alá vették a kikötővárost. Egy sikertelen felszabadító kísérlet után a királynak el kellett halasztania a tervét.

## A háború
Lajos 1347 novemberében mintegy 1000 katonával (magyarokkal és németekkel), többségében zsoldosokkal indult Nápolyba. Amikor elérte Johanna királyságának határát, 2000 magyar lovagja, 2000 zsoldos nehézlovasa, 2000 kun lovasíjásza és 6000 zsoldos nehézgyalogosa volt. Sikeresen elkerülte a konfliktust Észak-Olaszországban, hadserege jól fizetett és fegyelmezett volt. Lajos király megtiltotta a rablást és minden kelléket a helyiektől vásároltak, valamint arannyal fizettek. A magyar király átvonult a királyságon, bejelentette, hogy nem fog harcolni egyetlen olasz várossal vagy állammal sem, így a legtöbben örömmel fogadták. Johanna időközben hozzáment unokatestvéréhez, Tarantói Lajoshoz és békét kötött Nápoly ellenségével, a Szicíliai Királysággal. A nápolyi 2700 lovagot és 5000 gyalogost Tarantói Lajos vezette. Folignóban egy pápai legátus kérte Lajost, hogy mondjon le vállalkozásáról, mivel a merénylőket már megbüntették és tekintettel Nápoly pápai hűbéres státuszára is. Nem engedett azonban, és az év vége előtt ellenállás nélkül átlépte a nápolyi határt.
1348. január 11-én a capuai csatában legyőzte Tarantói Lajos seregét. Négy nappal később a királynő visszatért Provence-ba, míg férje nem sokkal ezután követte őt. A királyság összes bárója hűséget esküdött az új uralkodónak, amikor Beneventóból Nápolyba vonult. Mikor Aversában járt, ahol meggyilkolták testvérét, Lajos meggyilkoltatta Durazzói Károlyt. Lajos Nápolyban elengedte a legtöbb zsoldosát és parancsnokukat, Werner von Urslingent.
Itt Lajost és embereit megdöbbentette a Fekete Halál érkezése, ezért úgy döntött, hogy elhagyja a Nápolyi Királyságot. A nápolyiak, akik gyorsan elégedetlenek lettek a szigorú magyar uralom miatt, visszahívták Johannát, aki visszatérési expedícióját (beleértve Urslingen zsoldosainak szolgáltatásait is) azzal fizette ki, hogy eladta avignoni jogait a pápáknak. Nápoly közelében partra szállt és könnyedén el is foglalta, de Ulrich von Wolfurt magyar parancsnok erős ellenállást vezényelt Pugliában.
Amikor Urslingen dezertált vissza a magyarokhoz, a pápától kért segítséget. Utóbbi legátust küldött, aki miután nagy összeget ajánlott fel Urslingennek és a Wolfurt fivéreknek, fegyverszünetet kötött. Joanna és Lajos elhagyják a királyságot, hogy megvárják az András meggyilkolásával kapcsolatos új pert, amelyet Avignonban tartanak. Az ítélet Joannát 1352 januárjában felmentette minden vád alól, Magyarországgal pedig 1352. március 23-án békeszerződést írtak alá.

## Utóhatások
1380-ban polgárháború tört ki a királyságban, amikor VII. Kelemen avignoni pápához állt, majd VI. Urbán pápa III. Károlynak ajánlotta fel a trónt.  Nagy Lajos pénzt és magyar seregeket küldött Károly segítségére, aki 1381-ben léphetett be Nápoly területére. 1382. május 22-én San Fele-ben négy magyar zsoldos megfojtotta a királynőt.

## Fordítás
Ez a szócikk részben vagy egészben  a   Neapolitan campaigns of Louis the Great című angol Wikipédia-szócikk fordításán alapul.  Az eredeti cikk szerkesztőit annak laptörténete sorolja fel. Ez a jelzés csupán a megfogalmazás eredetét és a szerzői jogokat jelzi, nem szolgál a cikkben szereplő információk forrásmegjelöléseként.